# Ualide II
Ualide ibne Iázide (em árabe: الوليد بن يزيد, lit. 'Walid ibn Yazid'), conhecido como Ualide II, foi o califa omíada entre 743 e 744. Sucedeu ao tio, Hixame ibne Abedal Maleque e era filho de Iázide ibne Almoalabe, um líder em revolta contra o califado e que havia sido morto por Maslama ibne Abedal Maleque ibne Maruane.

## Vida e obras
Conforme Ualide crescia, seu tio ficava mais descontente com ele por conta de suas bebedeiras e sua vida desregrada, chegando pedir-lhe se afastasse para dar lugar ao seu próprio filho. Finalmente, o califa pediu-lhe que expulsasse seu melhor companheiro de bebedeiras, cortou-lhe os fundos e o encorajou fortemente a ser mais respeitoso com relação aos assuntos religiosos. Como herdeiro, Ualide era conhecido por sua generosidade. Ao se tornar califa, ele se preocupou especialmente com os aleijados e os cegos. Ele nomeou seus dois filhos, Aláqueme e Otomão, nesta ordem, como sucessores e existe uma carta sobre o tema preservada por Atabari e datada de 21 de maio de 743. O historiador também preservou alguns dos poemas de Ualide, que também era fã de corridas de cavalo.
Ualide primeiro confirmou Nácer ibne Saiar como governador do Grande Coração. Porém, subornado por Iúçufe ibne Omar, acabou por despedi-lo. Ele também apontou seu tio Iúçufe ibne Maomé como governador de Medina. Ele mandou prender Solimão ibne Hixame, um ato que, juntamente com os seus hábitos desregrados, acabaram por fomentar uma considerável oposição ao seu reinado. Com várias vozes se levantando contra a imoralidade do califa, começaram as conspirações para matá-lo. Calide ibne Abedalá, ao saber delas, correu para avisar Ualide. Porém, a falta de detalhes acabou por irritar o califa que mandou prender Calide e terminou vendendo-o para seu inimigo, Iúçufe ibne Omar, pela quantia de cinquenta milhões de dirrãs. Iúçufe torturou e matou Calide, o que irritou até mesmo os próprios parentes de Ualide.
Sabendo que uma possível conspiração se armava, Maruane ibne Maomé (que seria califa no futuro) escreveu da Armênia urgindo o califa para que fosse mais cuidadoso para preservar a unidade do Império e da casa dos omíadas. Era tarde demais e um exército avançou sobre Damasco, cercando o califa num castelo nos subúrbios da cidade. Ele lutou bravamente, mas, em 6 de abril de 744, em Al-Aghdaf (atualmente na Jordânia), Ualide foi derrotado e morto pelas forças de Solimão ibne Hixame. Ualide foi sucedido por seu primo Iázide III.